# Sukeban Deka – Die Kazama-Schwestern schlagen zurück
Sukeban Deka – Die Kazama-Schwestern schlagen zurück (jap. スケバン刑事 風間三姉妹の逆襲, Sukeban Deka: Kazama San-shimai no Gyakushū, dt. „~: Gegenangriff der 3 Kazama-Schwestern“) ist ein japanischer Actionfilm der Tōei in Zusammenarbeit mit Fuji Television aus dem Jahr 1988, basierend auf den gleichnamigen Shōjo-Mangas von Shinji Wada. Regie führte Hideo Tanaka. In der Hauptrolle agiert Yui Asaka.
Das Werk ist nach Sukeban Deka – Der Film (1987) die zweite Realverfilmung des populären Stoffes; 2006 folgte mit Yo-Yo Girl Cop unter der Regie von Kenta Fukasaku eine weitere Adaption. Zudem existiert eine 108-teilige, in drei Staffeln gegliederte Fernsehserie mit unterschiedlichen Darstellerinnen in der Rolle der Titelheldin Saki Asamiya. Yui Asaka übernahm in der dritten Staffel der Serie den Part von Yōko Minamino, der zentrale Darstellerin des ersten Kinofilms.
Die Produktion erschien am 11. Februar 1988 in Japan und am 21. September 2007 in Deutschland (auf DVD). Die Inszenierung wurde nicht synchronisiert und ist daher in der japanischen Originalsprache mit deutschen Untertiteln verfügbar.

## Handlung
Das Japan der Gegenwart wird durch eine ständig wachsende Jugendkriminalität bedroht. Die Regierung reagiert und formiert eine neuartige Spezialeinheit. Der „Schülerpolizeiverband“ wird dem Jugendordnungsamt unter Kurando Sekine unterstellt, einem Doktoranden im Dienst des Justizministeriums. Das Ziel der zehnköpfigen Truppe ist die Wiederherstellung von Ruhe und Ordnung, was auch gelingt. Die Erweiterung von wesentlichen Kompetenzen nutzt der totalitäre Kurando indes im Geheimen zur Planung staatsfeindlicher Aktivitäten.
Die 17-jährige Yui Kazama – vor ihrer Umgruppierung auch als Saki Asamiya bekannt – ist ein ehrbares Mitglied der Schülerpolizei, die irgendwann Zweifel an den höchst fragwürdigen Methoden ihrer Einheit hegt. Sie verweigert mehrmals den Dienst und beteiligt sich nicht an Gewaltanwendungen oder Strafvollstreckungen, die auch tödlich enden können. Nach einem Disput mit Gruppenleiterin Tōko verlässt sie schließlich das Team. Die verbliebenen Mitglieder degenerieren derweil zur persönlichen Kampftruppe Kurandos.
Die brutale Vorgehensweise Kurandos beunruhigt auch Direktor Kurayami, Yuis ehemaligen Vorgesetzten. Dieser betraut einen loyalen Mitarbeiter mit Untersuchungen. Als Kurayamis Vertrauensmann wenig später belastendes Material sicherstellt und eine Kopie auf einem Datenträger anfertigt, wird er von anrückenden Jungpolizisten überrascht und verletzt. Kurz vor seinem Tod vertraut er sich den beiden Schwestern Yuka und Yuma Kazama an, ehemaligen Girl-Cop-Agenten, mit der Bitte, das Beweismaterial Kurayami zu übergeben. Als dieser jedoch unter einem Vorwand von Kurando verhaftet wird, der um seine Putsch-Pläne fürchtet, kontaktieren die beiden Mädchen Yui. Nachfolgend beschließen die drei Kazama-Schwestern, sowohl Bösewicht Kurando gemeinsam zur Fall zu bringen als auch dessen ungeliebtes Gefolge.
Unterdessen leitet Kuranda eine weitere Phase zur Errichtung eines Parallelstaates ein. Angst, Chaos und vorgetäuschte Terroranschläge folgen; als vermeintlichen Urheber denunziert er Menschen am Rande der Gesellschaft. Die Schwestern bekämpfen schließlich mit der Unterstützung von Kyōsuke Bando, dem Anführer der „Außenseiter-Kommune“, Kurandos mordende Schutztruppen. Am Ende tötet Yui mit ihrem Yo-Yo den größenwahnsinnigen Oberfiesling. Gleichzeitig verhindert sie mit dessen Tod einen folgenschweren Terroranschlag.